# Tombeau d'Agnès Sorel

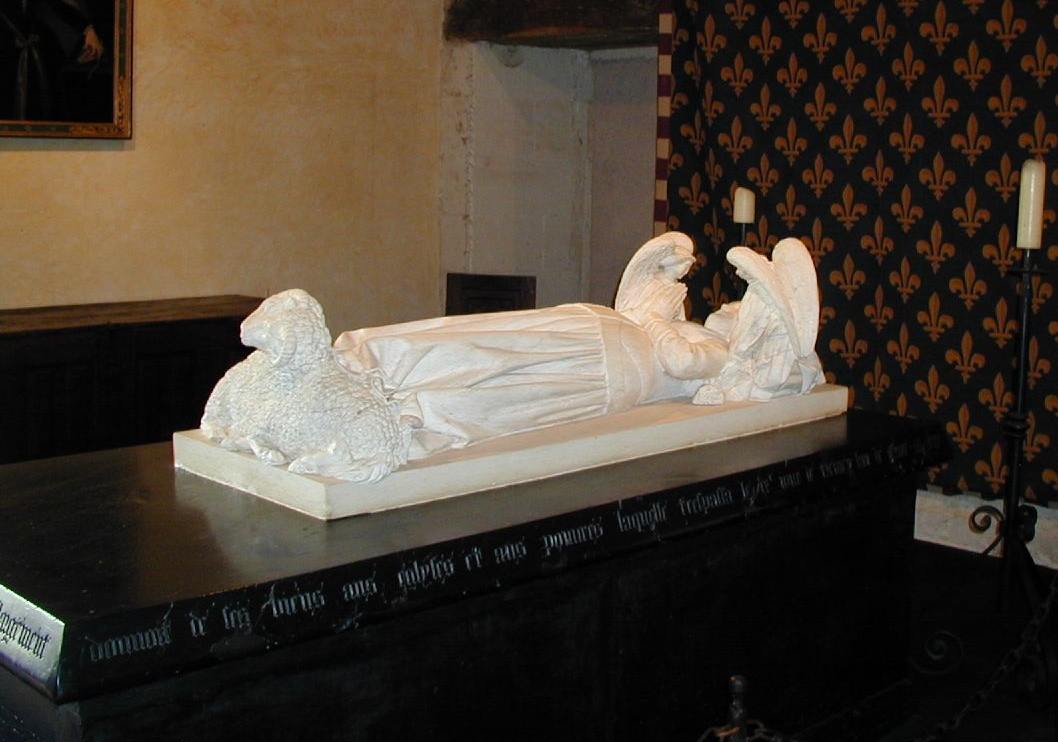
Tombeau d'Agnès Sorel dans le Logis Royal du château de Loches.

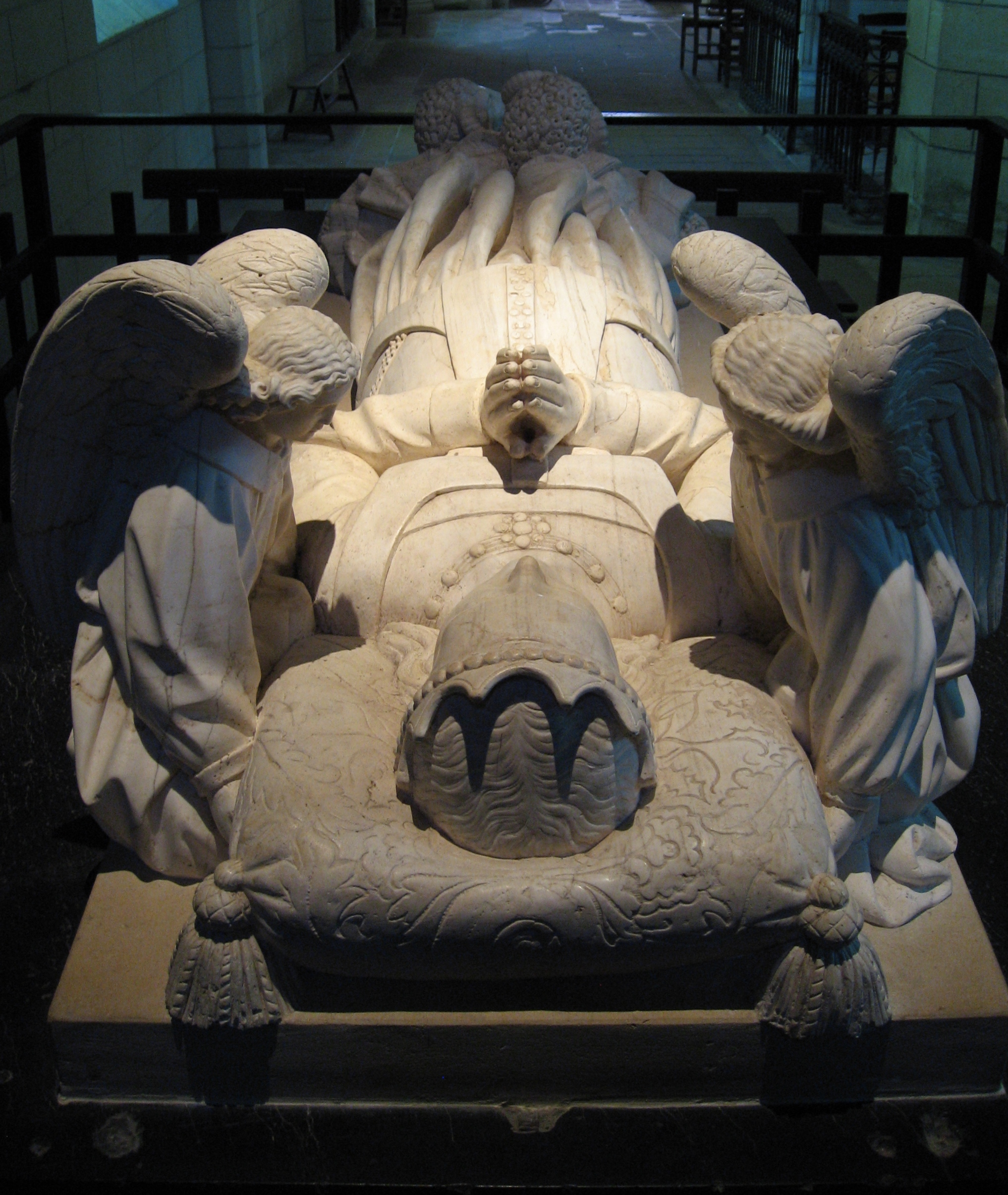
Tombeau d'Agnès Sorel dans l'église St Ours de Loches.

Le gisant d’Agnès Sorel placé à Loches a connu de nombreuses tribulations, particulièrement pendant la Révolution française.
Selon l’usage du XVe siècle, comme elle mourut près de Jumièges, son corps fut partagé entre cette abbaye qui recueillit son cœur et la collégiale Notre-Dame (dénomination exacte de l'église Saint-Ours à cette époque) à Loches. C’est en vertu du testament de la défunte, qui léguait une grande partie de ses biens aux moines de la collégiale Notre-Dame, que ceux-ci reçurent le corps embaumé d’Agnès, admirablement coiffé, et vêtu avec simplicité et sans bijou.
Un artiste fut chargé par Charles VII, très éploré, de sculpter un monument d’une grande élégance. Nous ignorons qui était cet artiste ; les historiens hésitent entre Michel Colombe, à qui l’on doit les enfants de la cathédrale de Tours sculptés pour Anne de Bretagne, et Jacques Morel, un autre sculpteur de l’époque. Peut-être s’agit-il de l’œuvre d’un artiste inconnu. Il n’en reste pas moins que ce tombeau rappelle étrangement les monuments dessinés par Jean Fouquet.
Les vicissitudes qu'a connues le tombeau découragent d’éclaircir ce mystère.

## Description du tombeau
Ce monument est fort connu aux environs de Loches. C’est une statue d’albâtre allongée sur un large socle de marbre noir, dont certaines faces portent en épitaphe des inscriptions sculptées en ce Moyen Âge s’achevant et dont les lettres gothiques autrefois dorées disent :

« Cy gist noble damoyselle Agnès Seurelle en son vivant dame de Beaulté, de Roquesserière, d'Issouldun et de Vernon-sur-Seine piteuse envers toutes les gens et qui largement donnoit de ses biens aux eglyses et aux pauvres laquelle trespassa le IXe jour de février l'an de grâce MCCCCXLIX, priies Dieu pour lame delle. Amen  »

À l'origine, la tête était surmontée d'un dais de style gothique flamboyant, se détachant sur une plaque de marbre noir scellée perpendiculairement au couvercle.
La représentation d’Agnès montre un visage calme, serein et très jeune. Elle est vêtue d’un surcot bordé d’hermine et ses cheveux sont ceints d’une couronne signifiant le titre de duchesse que le roi Charles VII, lui avait décerné, mais qu’elle avait refusé, probablement pour ne pas attiser les jalousies et les ressentiments dont elle était l’objet à la cour de Charles.
Le coussin ou carreau sur lequel s'appuie la tête est soutenu par deux anges et les nombreux plis de la jupe recouvrent une partie du corps des deux agneaux à ses pieds qui rappellent symboliquement son prénom.

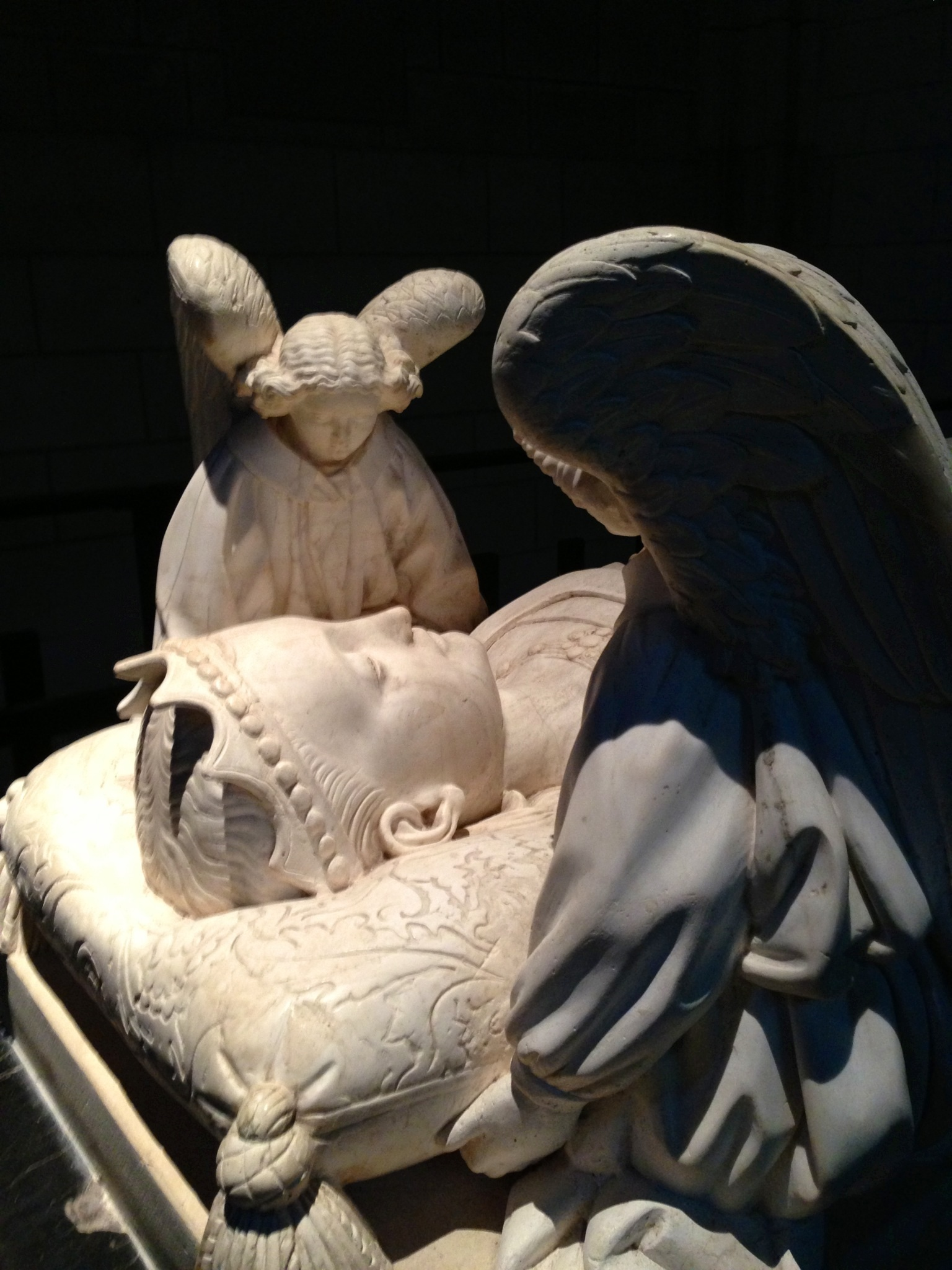
Détail des anges et du visage.
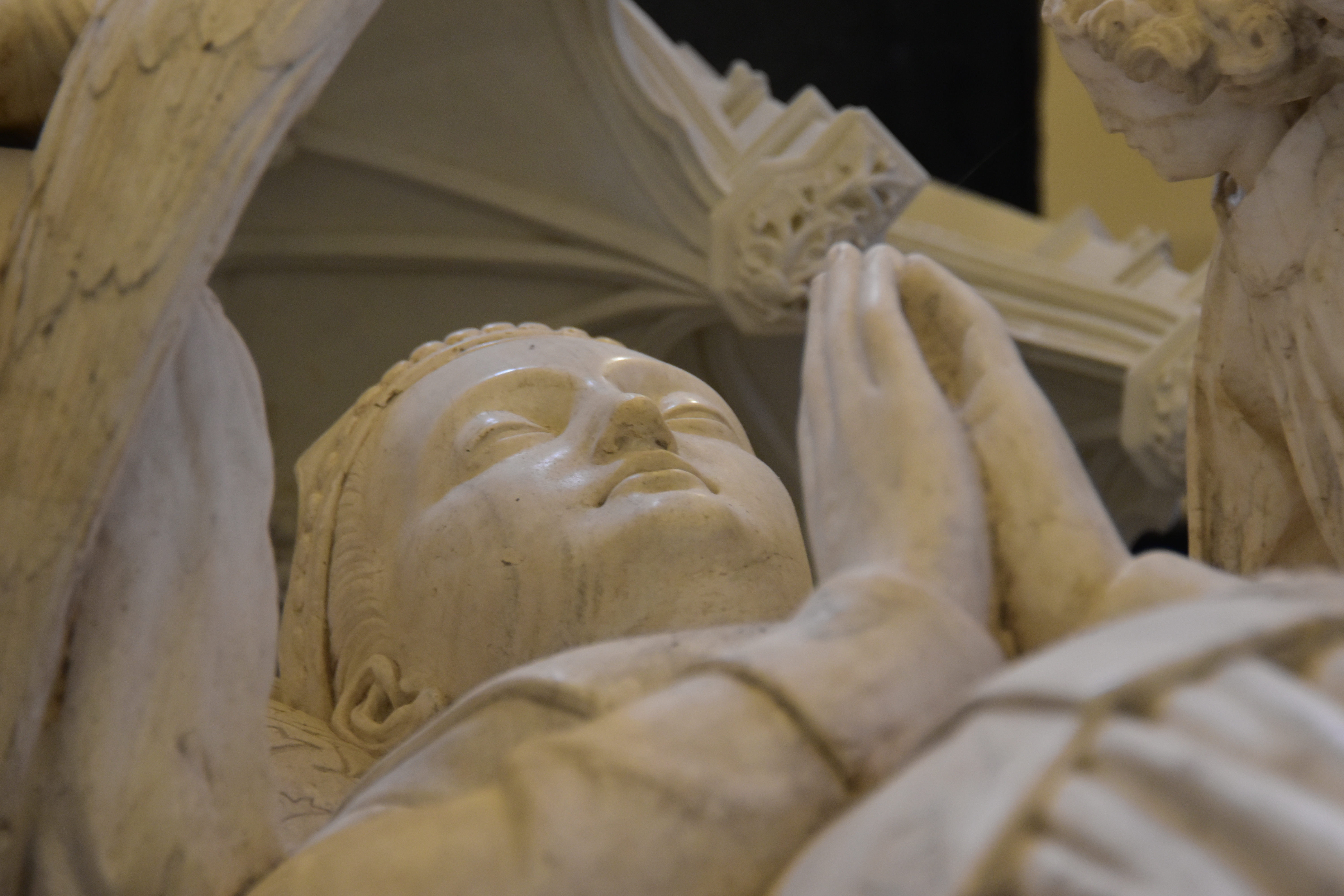
Détail du visage.
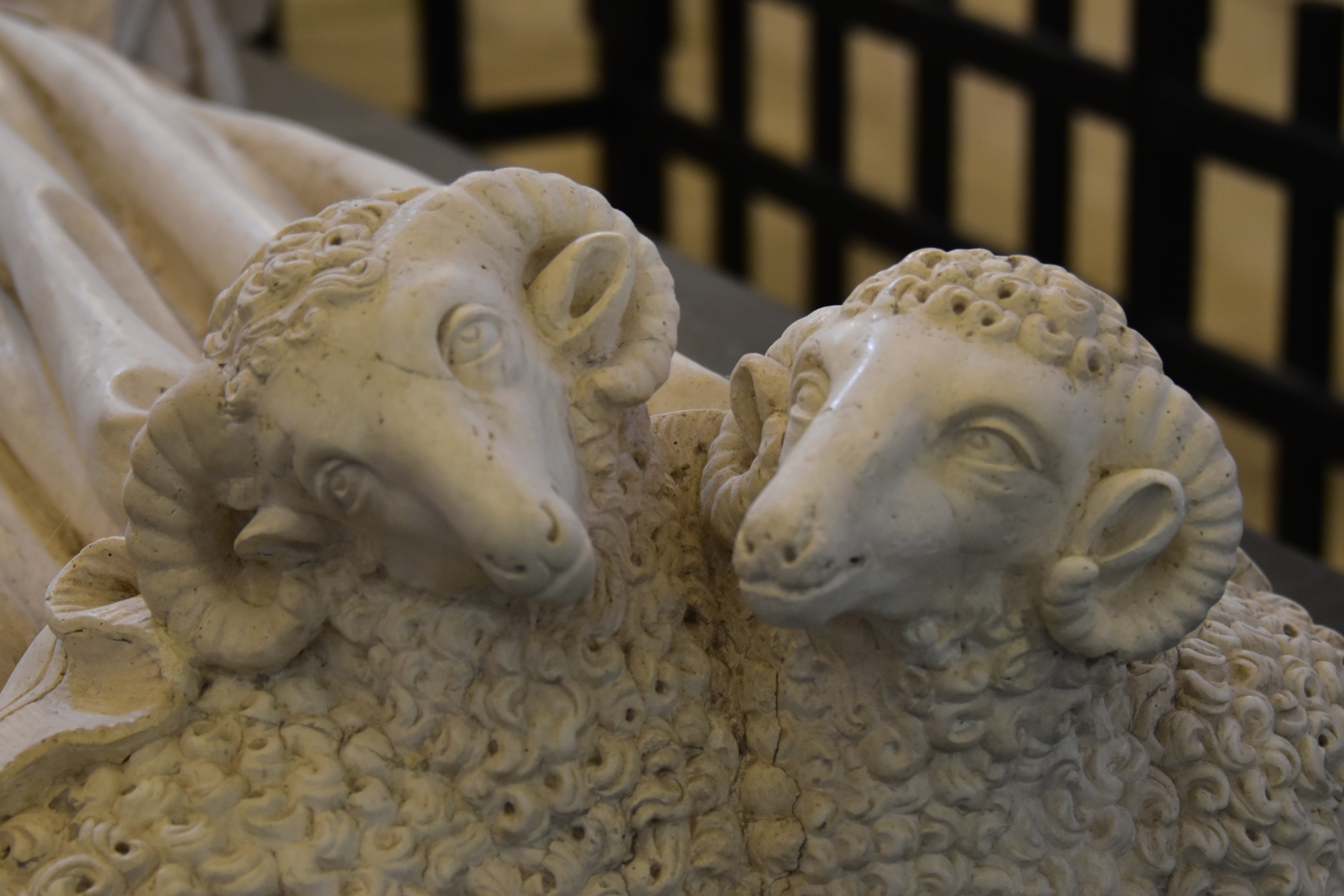
Les deux agneaux.

## Tribulations du tombeau
Le monument fut l'objet de dégradations pendant ses nombreux déplacements.

### Installation originale
Conformément aux dernières volontés de la Dame de Beauté, sa dépouille, déposée dans un triple cercueil de chêne, de plomb, et encore de chêne, surmonté de son gisant d’albâtre, fut installée au milieu du chœur de la collégiale Notre-Dame de Loches.
Mais dès le règne de Louis XI, les chanoines, oubliant les dons de leur bienfaitrice, demandèrent au fils de Charles VII, le déplacement du mausolée, sous prétexte que celui-ci les gênait dans la célébration du culte.
Louis XI, qui pourtant détestait la favorite de son père, refusa l'autorisation car les chanoines avaient hérité une partie des biens d’Agnès et s'étaient engagés à dire des messes pour le repos de son âme.
Pendant quelques siècles, le tombeau d’Agnès ne bougea pas, et les chanoines durent s’en accommoder. Leur demande fut réitérée sous Louis XV, qui refusa lui aussi que le gisant de la Dame de Beauté fût déplacé.

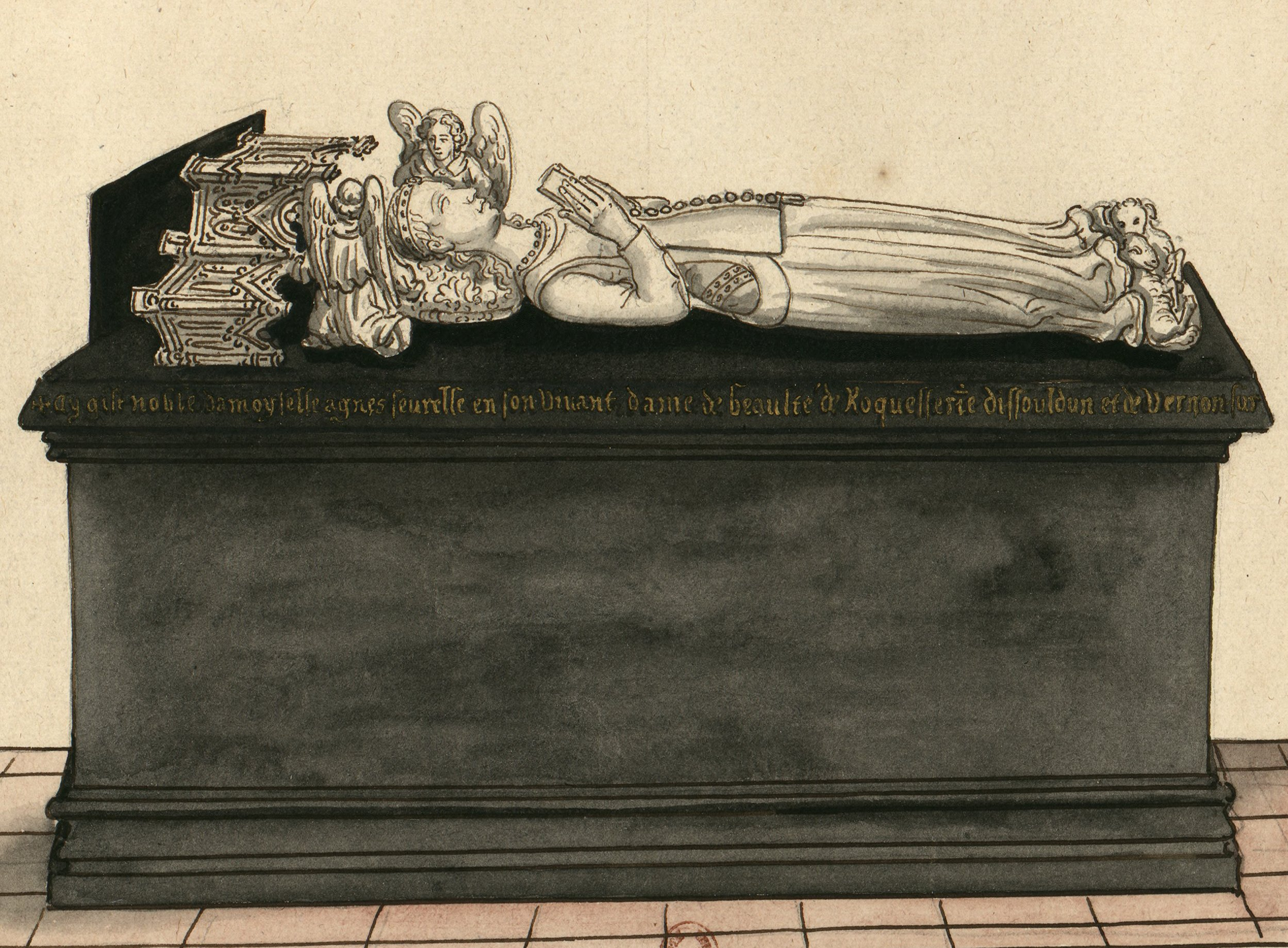
Dessin du tombeau par Louis Boudan en 1695.

C’est Louis XVI qui, en 1777, autorise le transfert dans la nef. Avec la permission de l'archevêque de Tours, on descelle le monument, qui donne sur un caveau contenant le triple cercueil. Les restes non décomposés, une denture en parfait état et des cheveux blond cendré, coiffés en tresse dans le dos et crêpés sur le dessus, en sont ôtés et transférés dans une urne de grès. Le tout est remis solennellement dans le tombeau que l'on a réédifié à droite du chœur.

### Révolution et Empire
En 1793, pendant la Révolution, le tombeau est profané. L’urne est jetée dans le cimetière du jardin du presbytère actuel, avant d’être récupérée par le conventionnel Pocholle, tandis que le monument, démonté, brisé par les soldats, est, après leur passage, entreposé en lieu sûr.
Sous le Premier Empire, le général de Pommereul, préfet, qui s'intéresse à l’histoire et aux lettres, et qui veut essuyer les outrages reçus par la dépouille d’Agnès, envoie les débris à Paris, les fait restaurer par le sculpteur Beauvallet, et entreprend de placer le tombeau dans une sorte de cul-de-basse-fosse, pièce étroite et obscure aux murs énormes, située au pied du donjon qui surplombe la ville et qui est reliée au pignon du château.
La porte du nouveau sanctuaire est surmontée d’un fronton orné du vers de Voltaire : « Je suis Agnès, vive France et Amour ». Monseigneur de Barral, archevêque de Tours, profite du départ du général préfet et de l'arrivée de son successeur, Lambert pour faire supprimer les vers que Pommereul avait composés en prenant un peu trop de liberté avec l’histoire.
De 1805 à 1970, la gisante reste dans son sous-sol, soumise à l'admiration de plus en plus enthousiaste des visiteurs de plus en plus nombreux qui viennent voir le tombeau, classé Monument historique en 1892. Mais ces nombreuses visites font courir un nouveau risque au tombeau et en 1970, sur les instances de ceux qui estiment que ce chef-d'œuvre serait plus à sa place, mieux visible et protégé des risques de dégradation, dans le logis royal du château de Loches, le transfert a lieu le 4 mars 1970.

### Ultime voyage
À la fin de l'année 2004, le conseil général d'Indre-et-Loire a décidé de rétablir le respect des dernières volontés d’Agnès Sorel : reposer pour l’éternité dans l'église Saint-Ours de Loches. Après cette longue errance, les restes de la Dame de Beauté retrouvent l'église au printemps 2005.

## Examens scientifiques
Le 28 septembre 2004, le mausolée a été ouvert pour récupérer l’urne et effectuer des prélèvements à des fins d’études scientifiques. L’opération a été supervisée par le Dr Philippe Charlier, responsable des études anthropologiques et paléopathologiques au CHRU de Lille.
Le triple but de ces études est :
- de savoir si les ossements contenus dans l’urne appartiennent bien à Agnès Sorel, les différents déplacements et la profanation qui a eu lieu pendant la Révolution, ont suscité des interrogations ;
- de savoir quelle est la cause réelle de la mort d’Agnès Sorel : d’un « flux de ventre » (hémorragie à la suite de son accouchement) ou empoisonnement ?
- et de mieux connaître sa date de naissance.

Ces questions ont trouvé une réponse grâce aux moyens les plus modernes de Lille (prélèvements ADN), Strasbourg (génétique), Paris (toxicologie) et Reims (parasitologie). La gendarmerie de Rosny-sous-Bois reconstitue le visage de la Belle Agnès à partir de son crâne.
Ces études ont montré :
- qu’il s'agit bien en toute vraisemblance d'Agnès Sorel : l'analyse[5] des stries de cément dentaire[6] met en évidence que l’âge des restes est cohérent avec celui d’Agnès Sorel à sa mort et qu'elle a eu trois grossesses (sa quatrième grossesse, à laquelle l'enfant n'a pas survécu[7], n'apparaît pas sur les stries car la minéralisation du cément est lente et décalée) ; la reconstitution du visage semble correspondre au portrait de son gisant ;
- qu’elle est morte d'une intoxication au mercure, sans que l'on puisse dire si cela a été accidentel ou volontaire (des traitements à base de sels de mercure étaient usuels à cette époque).

Le 2 avril 2005, les restes d'Agnès Sorel, après cinq mois d'études, ont été replacés dans leur tombeau, réinstallés dans la nef de gauche de l'église Saint-Ours de Loches, et, après une cérémonie religieuse, le gisant a été remis sur le tombeau puis scellé à celui-ci.